# Conseil national de l'éducation
Le Conseil National de l'Éducation (CNE) du Bénin, est l'organe supérieur de l'enseignement au Bénin. Crée en 2018, il est chargé de la mise œuvre de la politique d'Etat et du gouvernement dans tout le système éducatif béninois. Le CNE est rattaché à la présidence et doté d'une autonomie administrative et financière. 

## Historique
Institué dans la loi n° 2003-17 du 11 novembre 2003, le Conseil National de l'Éducation du Bénin est créé par décret N°2018-395 du 29 août 2018 pour la mise en application de cette loi. Le 21 janvier 2020, le Président Patrice Talon installe les membres du CNE dans l'exercice de leurs fonctions,,. Pour lui,  le CNE marque le début d’une réforme de modernisation de l’éducation au Bénin, en alignant le système éducatif sur les ambitions économiques et les défis du pays. 

## Missions
Le CNE est l'organe supérieur de l'enseignement assure la conformité de l'éducation à la politique du développement du Bénin. Sa mission est de « veiller au respect des grandes options éducatives, à la mise en œuvre de la loi portant orientation de l'Éducation Nationale et à la coordination de tout le système éducatif béninois ».

## Fonctionnement

### Composition
Le Conseil National de l'Éducation est composé de 29 membres répartis ainsi qu'il suit: quatre (04) nommés par le Président de la République, six (06) désignés par les ministres chargés de l'Éducation et des Affaires sociales, six (06) élus par les organisations socioprofessionnelles du secteur, et 13 sélectionnés par un appel à candidatures selon des critères précis,.

### Mandatures

#### Première mandature
Le 21 janvier 2020, les membres de la première mandature du CNE est installé par le président Patrice Talon. Cette mandature comprend six membres désignés par le Président de la République (Ahonagnon Noël GBAGUIDI, Rémy Guèdègbé, Cyrille Gougbédji et Sé N’Bouro Ouoro Boun) et de six membres désignés par les ministres chargés de l'éducation (Bienvenu Komaklo,  Alain Dossou Hounleyi, Tchokponhoué Tchégninougbo Marc Kpodékon, Gervais Kissèzounon, Vincent Houessou et André Assogba Sovi-Guidi). 
Elle se compose également des membres sélectionnés par appels à candidatures Acouêmaho Francis Vidjinlokpon, Lucile Christelle Ouassa, Nathalie Madeleine Odile Togbé, Cocou Rigobert Tossou, Thomas Simbossa Tchao, Fègbénou Benoît Sossou, Raoul Christian Adékou, Coovi Gabriel Boko, Gbodja Martin Houinsou, lbitobi Victorin Abattan, Sossou Etienne Ahouanka, et Aline Crescentia Tchiakpè Lawson) et de six membres élus (Prosper Gandaho,Théophane Ayi, Bruno Haoudou, Pierre d’Alcantara Zocli, Brice Gado Lafia, Albert Massénon).

#### Deuxième mandature
Le 9 janvier 2024, le président Talon procède à la nomination des 29 nouveaux membres du CNE pour la deuxième mandature. Ils sont composées des,:
Membres désignés par le président de la République :
- Noël Ahonangnon Gbaguidi, nommé Président du CNE.
- Raoul Christian Adegou.

Membres désignés par les ministres chargés de l’éducation :
- Baï Gisèle Virginie Enianloko Houessou épouse Martin.
- Lucien Kokou.
- Sé N’Bouro Ouorou Boun.

Représentants de la Délégation au Contrôle et à l’Ethique de l’Enseignement supérieur: 
- Marie Epiphane Sohouenou
- Kpé Fo-Koku Kpogo

Représentants de la Cellule Education à la présidence de la République:
- Marie-Odile Attanasso.
- Victor Matro.

- Représentant du ministère chargé des Finances :  Rodrigue Chaou.
- Représentant du ministère chargé du Numérique :  Donald Régis Hontinfindé.
- Représentant de l’Association nationale des Communes du Bénin : Zakari Filikibirou Tassou.

Représentants des Directeurs départementaux des Enseignements secondaire, technique et de la Formation professionnelle : 
- Sanni Babio.
- Sènan Flore Godjo.

Membres sélectionnés par appel à candidatures:
- Etienne Sossou Ahouanka, Juriste institutionnaliste de haut niveau.
- Kévidjo Adoho, Inspecteur de l’enseignement maternel ou primaire.
- Bessan Philippe Kakpo, Inspecteur de l’enseignement secondaire général.
- Martin Ogounyèmi Agnide Idohou, Inspecteur de l’Enseignement technique et de la Formation Professionnelle;
- Kossivi Attikleme, enseignant des universités.
- Cossi Venant Célestin Quenum, spécialiste en économie et statistique de l’éducation.
- Moussiliou Moustapha, spécialiste de haut niveau en sciences de l’éducation.
- Abdel Jawed Adéchinan Bouraïma, spécialiste en planification, suivi et évaluation des politiques publiques.